# Ривијера (Бергамо)
Ривијера је насеље у Италији у округу Бергамо, региону Ломбардија.
Према процени из 2011. у насељу је живело 375 становника. Насеље се налази на надморској висини од 428 м.